# Санфинш-ду-Дору
Санфинш-ду-Дору (порт. Sanfins do Douro) — район (фрегезия) в Португалии, входит в округ Вила-Реал. Является составной частью муниципалитета Алижо. По старому административному делению входил в провинцию Траз-уж-Монтиш и Алту-Дору. Входит в экономико-статистический субрегион Доуру, который входит в Северный регион. Население составляет 1763 человека на 2001 год. Занимает площадь 18,45 км².